# Нижняя Русь
Нижняя Русь (тат. Түбән Үрәс) — село в Кукморском районе Республики Татарстан. Административный центр Нижнерусского сельского поселения.

## География
Расположено на правом берегу в низовьях реки Ушман (приток реки Уча) в 20 км к югу от Кукмора, в 115 км к востоку от Казани и в 24 км к юго-юго-западу от города Вятские Поляны.
Вблизи восточной окраины села проходит автодорога Мамадыш (М7) — Кукмор, имеется грунтовая дорога на северо-запад к деревням Танькино и Урясьбаш. Ближайшая ж.-д. станция — Кукмор (на линии Казань — Агрыз).

## История
Село основано в XVIII веке. В дореволюционных источниках упоминается также как Урясь. Жители относились к категории государственных крестьян, занимались земледелием, разведением скота, кузнечным промыслом. 
В «Списке населенных мест по сведениям 1859 года», изданном в 1866 году, населённый пункт упомянут как казённая деревня Нижняя Русь (Урясь) 2-го стана Мамадышского уезда Казанской губернии. Располагалась при речке Урясе, по левую сторону Кукморского торгового тракта, в 45 верстах от уездного города Мамадыша и в 19 верстах от становой квартиры в казённой деревне Ахманова (Ишкеево). В деревне, в 37 дворах жили 256 человек (127 мужчин и 129 женщин).
В начале XX века в селе имелись мечеть, 2 водяные мельницы, 10 кузниц, 2 мелочные лавки.
Село входило в Петропавловскую волость Мамадышского уезда Казанской губернии (до 1920 г.) и в Мамадышский кантон ТатАССР. С 10.08.1930 года вошло в новообразованный Таканышский район, после его упразднения с 01.01.1932 передано в Кукморский район. С 10.02.1935 село вошло в восстановленный Таканышский район. После его окончательного упразднения с 01.02.1963 село оказалось в Мамадышском районе. С 12.01.1965 года входит в состав Кукморского района.

## Население
Численность населения — 228 чел. (2010): татары — 54 %, удмурты — 41 %.